# Pandarus niger
Pandarus niger is een eenoogkreeftjessoort uit de familie van de Pandaridae. De wetenschappelijke naam van de soort is voor het eerst geldig gepubliceerd in 1950 door Kirtisinghe.